# Antonín Panenka
Antonín Panenka (n. 2 decembrie 1948, Praga, Cehoslovacia) este un fost fotbalist ceh. El a jucat cea mai mare parte din carieră pentru Bohemians Praga. Panenka a câștigat UEFA Euro 1976 cu Cehoslovacia. În finala împotriva Germaniei de Vest, el a marcat penaltiul câștigător printr-un fel de scăriță, stil de executare cunoscut în prezent sub numele de penaltiul Panenka. În 1980, a câștigat premiul de cel mai bun Fotbalist Cehoslovac al Anului obținând alături de echipa sa locul al treilea la Euro 1980.

## Cariera la club
Un mijlocaș ofensiv cunoscut pentru calitatea paselor și a loviturilor libere, Panenka a jucat pentru Bohemians Praga pentru cea mai mare parte din cariera sa, ajungând la club în 1967. În 1981, Panenka a părăsit-o pe Bohemians pentru clubul austriac Rapid Viena, unde a câștigat două titluri de Bundesliga și o Cupă a Austriei. În 1985 Rapid a ajuns în finala Cupei Cupelor UEFA; Panenka a intrat ca rezervă, dar echipa a pierdut cu 3-1 în fața celor de la Everton. Mai târziu în acel an, Panenka s-a transferat la VSE St. Pölten și a jucat două sezoane înainte de a trece în ligile inferioare din Austria, jucând din 1987-1989 pentru Slovan Viena, din 1989-1991 pentru ASV Hohenau și de 1991-1993 pentru Kleinwiesendorf.

## Penaltiul Panenka
Panenka a fost convocat de Cehoslovacia pentru UEFA Euro 1976, unde Cehoslovacia a ajuns în finala cu Germania de Vest. După prelungiri, scorul era 2-2, fiind prima dată când s-au executat penaltiuri într-o finală de Campionat European. Primele șapte lovituri au fost transformate cu succes până la ratarea lui Uli Hoeneß, mingea șutată de el trecând peste bara. Cu scorul fiind 4-3, Panenka era cel care executa al cincilea penalti, aflându-se sub o presiune imensă. El a simulat șutul, dând impresia că va trimite în plasa laterală, cu portarul  Sepp Maier aruncându-se în stânga. În schimb, Paneka a trimis o scăriță pe centrul porții. Pentru această lovitură, un jurnalist francez a l-a numit pe Panenka drept „poet”, numele său intrând în istorie, fiind sinonim cu stilul său de executare a loviturii de la unsprezece metri.
Penaltiul Panenka a fost executat cu succes de către către Gonzalo Pineda în 2005 Cupa Confederațiilor FIFA, Zinedine Zidane în Campionatul Mondial 2006, Sebastian Abreu în Campionatul Mondial din 2010, Younis Mahmoud  și Omar Abdulrahman în 2015 Cupa Asiei, Andrea Pirlo și Sergio Ramos la Euro 2012 și în Euro 2016 calificare, Hélder Postiga la Euro 2004, Francesco Totti la Euro 2000, John Pietre împotriva lui Juventus la Campionatul Mondial al Cluburilor din 2013 și Jozy Altidore , în primul său joc pentru Toronto FC. Alți jucători care au marcat în stilul Paneka sunt Lionel Messi în 2015 în meciul de La Liga cu Getafe, și Alexis Sanchez în Copa America 2015, al doilea jucător care a câștigat un turneu major cu Panenka. Printre jucătorii care au încercat lovitura fără succes se numără Neymar, Mickaël Landreau, Calle Antonio, Rogério Ceni, Maicosuel, Marko Dević, Graham Zusi, Robin van Persie, Svetoslav Dyakov, Antonio Cassano și Alexandre Pato.

## Legături externe
Materiale media legate de Antonín Panenka la Wikimedia Commons
- Antonín Paneka Arhivat în 5 aprilie 2016, la Wayback Machine. pe site-ul Federației Cehe
- Antonín Panenka and his famous goal – fotografii
- Antonín Panenka's penalty (EURO 1976 in Belgrade. Czechoslovakia vs. Germany) pe YouTube – video